# Physalaemus fuscomaculatus
Physalaemus fuscomaculatus é uma espécie de anfíbio da família Leptodactylidae.
Pode ser encontrada nos seguintes países: Brasil, Paraguai, e possivelmente Argentina, Bolívia e Uruguai.
Os seus habitats naturais são: savanas áridas, savanas húmidas, matagal húmido tropical ou subtropical, matagal tropical ou subtropical de alta altitude, campos de gramíneas subtropicais ou tropicais secos de baixa altitude, lagos de água doce intermitentes e marismas intermitentes de água doce.
Está ameaçada por perda de habitat.